# Li Bennich-Björkman
Li Susanne Bennich-Björkman, född 4 april 1960 i Uppsala, är en svensk statsvetare och professor skytteana vid Uppsala universitet. 

## Akademisk karriär
Li Bennich-Björkman disputerade vid Uppsala universitet 1991 i statsvetenskap med avhandlingen Statsstödda samhällskritiker. Författarautonomi och statsstyrning i Sverige (Tidens förlag), och efter postdoktortjänst vid Berkeley i USA knöts hon till statsvetenskapliga institutionen som lärare 1993. År 1997 utnämndes hon till docent och var 1999 visiting fellow vid SCASSS (Swedish Collegium for Advanced Study in the Social Sciences). När hon 2007 blev professor i statskunskap, blev hon Statsvetenskapliga institutionens första kvinnliga professor. 2008 utnämndes hon till skytteansk professor i statsvetenskap och retorik vid Uppsala universitet, en professur som sägs vara världens äldsta i statsvetenskap. Hon är också första kvinnan på denna professorsstol.
Bennich-Björkman har tillhört redaktionen för tidskriften Tvärsnitt 1998–2005 och är regelbunden kolumnist på Upsala Nya Tidnings ledarsida sedan 2003.
Bennich-Björkman har varit styrelseledamot i STINT 2000–2004 och är ledamot av Vetenskapsrådets ämnesråd för humaniora och samhällsvetenskap sedan 2007.

## Utmärkelser, ledamotskap och priser
- Ledamot av Kungliga Vetenskapsakademien (LVA, 2010)
- Ledamot av Kungliga Vetenskapssamhället i Uppsala (LVSU, 2004)

- Sveriges universitetslärarförbunds pris för främjande av akademisk frihet (2005)[2]
- Disapriset (2018) för sin essäbok Sörja ett liv, leva ett annat – Om flyktingens mörker och ljus.[3]

### Böcker
- Bennich-Björkman, L. (2017). Sörja ett liv, leva ett annat – Om flyktingens mörker och ljus. Stockholm: Appell Förlag.
- Ahlbäck Öberg, S., Bennich-Björkman, L., Hermansson, J., Jarstad, A., Karlsson, C. et al.(2016). Det hotade universitetet. Stockholm: Dialogos Förlag, 2016, 1. , p. 282
- Bennich-Björkman, L., Kostic, R., Likic-Brboric, B.(2016). Citizens at Heart?: Perspectives on integration of refugees in the EU after the Yugoslav wars of succession. Uppsala universitet, 2016, First. , p. 220
- Bennich-Björkman, L., Mörner, N.(2014). Johan Skytte, his donation in 1622 and the Johan Skytte Prize in Political Science. Stockholm: Skytte foundation , 2014.
- Bennich-Björkman, L.(2013). Statsvetenskapens frågor. Lund: Studentlitteratur, 2013. , p. 285
- Aarelaid-Tart, A., Bennich-Björkman, L.(2011). Baltic biographies at historical crossroads. London: Routledge , 2011. , p. xviii, 214
- Bennich-Björkman, L.(2009). Europa efter utvidgningen  : Demokrarirådets rapport 2009. Stockholm: SNS , 2009.
- Tallberg, J., Bennich-Björkman, L., Michalski, A., Naurin, D.(2009). Europa efter utvidgningen. Stockholm: SNS förlag, 2009. , p. 152
- Bennich-Björkman, L.(2008). The Role of the Parliament in Lithuania’s Successful State-building After 1991”, Genesis of  European Parliamentarism and Lithuania’s Case”, The Centre for Parliamentary Cooperation, International Scientific Conference Material, Vilnius
- Bennich-Björkman, L., Blomqvist, P.(2008). Mellan folkhem och Europa: svensk politik i brytningstid (redaktör, tillsammans med Paula Blomquist). Stockholm: Liber , 2008.
- Bennich-Björkman, L.(2007). Latvia and Eastern Europe in the 1960s-80s. Materials of an International Conference 10th October 2006.: Between Resistance and Opposition: Developments after Stalinism
- Bennich-Björkman, L.(2007). Political Culture under Institutional Pressure: How Institutions Transform Early Socialization. Palgrave/Macmillan, New York , 2007. , p. 250
- Bennich-Björkman, L.(1997). Organising Innovative Research: The Inner Life of University Departments. Oxford: Published for the IAU Press [by] Pergamon: Oxford , 1997. , p. 185
- Bennich-Björkman, L.(1993).  Learning a passionate profession: the failing of political reform in higher education : a Swedish example. Stockholm: Rådet för forskning om universitet och högskolor , 1993. , p. 21

### Kapitel
- Bennich-Björkman, L.(2017). I Smith, David J, Kott, Matthew (red.) Latvia - Work in Progress? 100 Years of State-and Nationbuilding Ibidem-Verlag.
- Bennich-Björkman, L.(2017). I Mumford, Lewis, Hemlin, Sven (red.) Handbookof Research on  Creativity and Leadership Edward Elgar Publishing.
- Bennich-Björkman, L.(2017). I Outhwaite,William, Turner, Stephen (red.) SAGE Handbook of Political Sociology Sage Publications.
- Bennich-Björkman, L.(2016). I Jõesalu, Kirsti, Kannike, Anu (red.) Cultural Patterns and Life Stories Tallinn: TLU Press.
- Bennich-Björkman, L.(2016). I Shirin Ahlbäck-Öberg m fl. (red.) Det hotade universitetet Stockholm: Dialogos Förlag.
- Bennich-Björkman, L.(2016). I Hagström, Linus, Bremberg, Niklas, Holmberg, Arita (red.) Att forska. Praktiker och roller inom samhällsvetenskapen Stockholm: Carlsson Bokförlag.
- Bennich-Björkman, L.(2016). I Ahlbäck-Öberg, Shirin m fl (red.) Det hotade universitetet Stockholm: Dialogos Förlag.
- Bennich-Björkman, L., Likic-Brboric, B.(2016). I Citizens at Heart? Perspectives on Integration of Refugees in the EU after the Yugoslav Wars of Succession Uppsala: Uppsala University.
- Bennich-Björkman, L., Likic-Brboric, B., Kostic, R.(2016). I Citizens at Heart? Perspectives on integration of refugees in the EU after the Yugoslav wars of succession Uppsala: Uppsala University.
- Bennich-Björkman, L.(2014). I Lars-Olof Sundelöf (red.) Kungl. Vetenskaps-Societeten i Uppsala Årsbok 2014 Uppsala: Kungliga Vetenskapssocieteten.
- Bennich-Björkman, L.(2013). I <em>The Encyclopedia of Political Thought</em> Wiley-Blackwell.
- Bennich-Björkman, L.(2013). I Sharon Rider, Ylva Hasselberg, Alexandra Waluszewski (red.) Transformations in Research, Higher Education and the Academic Market: The Breakdown of Scientific Thought, Dordrecht: Springer Netherlands. 125-135
- Bennich-Björkman, L., Likic-Broborc, B.(2013). I University of Sarajevo (red.) Migration from Bosnia and Hercegovina Sarajevo: University of Sarajevo, Faculty of Political Science, Institute for Social Science Research.
- Bennich-Björkman, L.(2011). I Bertrand Badie, Dirk Berg-Schlosser, Leonardo Morlino (red.) International Encyclopedia of Political Science: Volyme 8, Thousand Oaks, Calif.: Sage Publications. 2426-2428
- Bennich-Björkman, L.(2011). I Virgiliu Birladeanu (red.) Memory and Nation in South-Eastern and Eastern Europe Chisenau/Bucharest: do not know yet.
- Bennich-Björkman, L.(2010). I Marie Cronquist (red.) Allt som tänkas kan: 29 ingångar till Vetenskapens villkor Göteborg: Makadam.
- Bennich-Björkman, L., Likic-Brboric, B.(2009). I Fredrika Björklund och Johnny Rodin (red.) Östeuropa - stat och nation i förändring Lund: Studentlitteratur.
- Likic-Brboric, B., Bennich-Björkman, L.(2009). I Fredrika Björklund & Johnny Rodin (red.) Det nya Östeuropa: Stat och nation i förändring, Lund: Studentlitteratur. 301-324
- Bennich-Björkman, L.(2008). I Barry Holmström, Jörgen Hermansson, Sverker Gustavsson (red.) Statsvetare ifrågasätter. Uppsala: Acta.
- Bennich-Björkman, L.(2008). I Li Bennich-Björkman och Paula Blomquist (red.) Mellan folkhem och Europa: svensk politik i ny tid Stockholm: Liber.
- Bennich-Björkman, L.(2007). I Nils Karlson (red.) Kunskap och investeringar i fria universitet Stockholm: Ratio.
- Bennich-Björkman, L.(2007). I Nils Karlson (red.) Den fria akademin: Om kunskap och investeringar i högskolor och universitet Stockholm: Ratio.
- Bennich-Björkman, L.(2007). I Kungliga Vetenskapssamhällets i Uppsala årsbok 36 / 2005-2006. Uppsala: Kungliga Vetenskapssamhället.
- Bennich-Björkman, L.(2006). I Sven Eliaeson (red.) Building democracy and civil society east of the Elbe: Essays in honour of Edmund Mokrzycki, New York. 288-305
- Bennich-Björkman, L.(2004). I Claes Levinsson och Ingvar Svanberg (red.) Europeiska Unionens nya stater.: [liten bok om EU:s nya medlemmar], Stockholm: SNS förlag. 50-94
- Bennich-Björkman, L.(2002). I Witold Maciejewski (red.) The Baltic Sea region: Cultures, politics, societies, Uppsala: Baltic University Press. 280-370
- Bennich-Björkman, L.(2001). I Ulf Bernitz, Sverker Gustavsson & Lars Oxelheim (red.) Östutvidgning, majoritetsbeslut och flexibel integration Stockholm: Santérus Förlag.
- Bennich-Björkman, L.(2000). I Leif Lewin (red.) Svenskt kynne: en konferens anordnad av Humanistisk-samhällsvetenskapliga vetenskapsområdet vid Uppsala universitet Uppsala: Acta Universitatis Upsaliensis.
- Bennich-Björkman, L.(1999). I Li Bennich-Björkman ... ; redaktör: Erik Amnå (red.) Civilsamhället, Stockholm: Fakta info direkt. 305-346
- Bennich-Björkman, L.(1999). I Håkan Holmberg (red.) Globalisering, ideologi och nationell politik: Elva texter kring Bertil Ohlin och socialliberalismen, Hedemora: Gidlunds förlag. 41-47
- Bennich-Björkman, L.(1999). I Patrik Aspers och Emil Uddhammar (red.) Framtidens dygder: Om etik i praktiken Stockholm: City Univ. Press.
- Bennich-Björkman, L.(1999). I John Brennan ... (red.) What Kind of University?: International perspectives on knowledge, participation and governance Philadelphia, Pa.: Open University Press..
- Bennich-Björkman, L.(1998). I Torgny Nevéus (red.) Världen i Uppsalaperspektiv: Uppsala studentkår 1930-1990, Uppsala: Uppsala Studentkår. 179-212
- Bennich-Björkman, L.(1997). I Lennart Arvedson ... ; Christina Nyhed (red) (red.) Stat, människor och marknad: Sex röster om offentligt &amp; privat, Stockholm: Nerenius & Santérus. 59-86
- Bennich-Björkman, L.(1996). I Dag Hedman och Johan Svedjedal ; [med bidrag av Li Bennich-Björkman ...] (red.) Fiktionens förvandlingar: En vänbok till Bo Bennich-Björkman den 6 oktober 1996, Uppsala: Avd. för litteratursociologi vid Litteraturvetenskapliga institutionen, Uppsala univ.. 9-30

### Fotnoter
1. ↑  Sveriges befolkning 2000, Version 1.03, Sveriges Släktforskarförbund: Bennich-Björkman, Li Susanne
2. ↑  SULF – Pressmeddelande 17 oktober 2005 : Pris för akademisk frihet till Li Bennich-Björkman Arkiverad 3 oktober 2006 hämtat från the Wayback Machine.
3. ↑  Malmberg, Anna. ”Disapriset till Li Bennich-Björkman - Uppsala universitet”. www.uu.se. https://www.uu.se/nyheter-press/nyheter/artikel/?id=11272&typ=artikel. Läst 6 januari 2020.